# 검으나 땅에 희나 백성
"검으나 땅에 희나 백성"(The People In White)은 한국에서 제작된 배용균 감독의 1995년 영화이다. 전규수 등이 주연으로 출연하였다.

## 출연

### 주연
- 전규수
- 김미진

### 조연
- 민병인
- 고인배
- 송의헌

## 기타
- 조명: 배용균
- 조연출: 김동현
- 조연출: 김홍완
- 조연출: 고정호
- 동시녹음: 배용균
- 녹음: 강대성
- 미술: 배용균
- 음향부문: 인상현
- 소품: 배용균
- 효과: 양대호